# 通遼駅
通遼駅（つうりょうえき）は、中華人民共和国内モンゴル自治区通遼市ホルチン区に位置する中国国鉄瀋陽鉄路局が管轄する駅である。

## 所属路線
- 中国国鉄
  - 通霍線：本駅起点。終点の霍林河駅まで419km。
  - 通譲線：本駅起点。終点の大慶西駅まで413km。
  - 大鄭線：起点の大虎山駅から256km、終点の双遼駅まで114km。
  - 集通線：本駅終点、葉柏寿駅起点より146.9km
  - 京通線：本駅終点。昌平駅起点より804km、北京北駅より836km。

## 利用状況
通遼市は内モンゴル自治区東部の交通の要所であり、2016年現在1日51本の旅客列車が発着する。

## 隣の駅
中国国鉄
通霍線
通遼駅 - 通遼北駅
通譲線
通遼駅 - 通遼東駅
大鄭線
通遼西駅 - 通遼駅 - 通遼東駅
集通線
通遼北駅 - 通遼駅
京通線
通遼西駅 - 通遼駅